# Противочумная лаборатория форта Александр I
Противочумная (особая) лаборатория форта Александр I (1899—1914) — научное подразделение Императорского института экспериментальной медицины, расположенное в кронштадтском форте Александр I. В лаборатории изучалась бактериология чумы и производилась противочумная сыворотка.

## История
В конце XIX века многие страны мира охватила так называемая третья пандемия чумы. В 1897 году на базе Императорского института экспериментальной медицины была создана «Особая комиссия для предупреждения занесения чумной заразы и борьбы с нею в случае её появления в России» (КОМОЧУМ).
В 1899 году директор Института экспериментальной медицины профессор судебной медицины Сергей Михайлович Лукьянов открыл первую в России противочумную лабораторию в бывшем форте «Император Александр I» Кронштадтской крепости.
Уединённый форт оказался наиболее подходящим местом для размещения Особой лаборатории (станции) по производству вакцины и иммунной сыворотки с использованием лошадей в качестве рабочего материала. Принц Ольденбургский используя свое влияние при дворе, добился передачи форта «Александр I» Институту экспериментальной медицины. Форт был реконструирован (1897—1899) в основном за счёт средств принца Ольденбургского. Форт оборудовали паровым отоплением конюшен, лифтом для подъёма животных и печью для их кремации. 27 июля 1899 года состоялось торжественное освящение станции. После этого в форте поселилось несколько врачей, в числе которых были М. Г. Тартаковский — организатор лаборатории и её первый заведующий, Н. М. Берестнев, Д. К. Заболотный. Для связи с внешним миром учёным форта был выделен маленький пароход под названием «Микроб», зимой сообщение происходило на санях. 22 августа 1899 года Комиссия о мерах предупреждения и борьбы с чумной заразою постановила производство кем бы то ни было как опытов, так и исследований по бубонной чуме сосредоточить исключительно в помещениях форта «Император Александр I» в Кронштадте, воспретив эти работы во всех других учреждениях Петербурга, ввиду представляемой ими опасности.
Работа с возбудителем чумы, приготовление разводок, заражение и вскрытие животных производились с особыми (для того времени) предосторожностями. Врачи и прислуга надевали брюки и халаты из тонкой прорезиненной материи и калоши, на голову холщовый колпак; по окончании работы халат и брюки вымачивались в карболовой кислоте, калоши мылись сулемой.
Даже в спокойное, «здоровое» время ни один человек, не принадлежащий к штату служащих, не имел права оставаться после захода солнца на форте; врачи получали через известные промежутки времени право съездить повидаться с своими родными и семьями; доступ посторонних лиц крайне ограничен. Каждого постороннего, вступающего на территорию форта, встречал жандарм, требующий пропуска. При малейшем подозрении в появившемся заболевании, на форту немедленно устанавливается карантин. Сообщение с людьми и доставка провианта и всяких предметов, производимая из Кронштадта при помощи специального парохода, а зимой прямо по льду, приостанавливаются: все присылаемое оставляется «зачумлённым» перед фортом, и служители форта являются за доставленным, после исчезновения вдали силуэтов привезших продукты в форт.
Бактериологическая лаборатория в форте Александр I, производила противочумную сыворотку. В лабораторию приезжали врачи с периферии, которые здесь изучали бактериологию вообще и бактериологию чумы в частности. Устраивались курсы по изучению чумы (преподавали A. А. Владимиров, С. И. Златогоров, Н. М. Берестнев, B. И. Исаев). Сотрудники лаборатории занимались также вопросами происхождения, течения и лечения лёгочной формы болезни.
С января 1902 года должность заведующего лаборатории занял ветеринарный врач В. И. Турчинович-Выжникевич.
Несмотря на строгий контроль, на территории лаборатории было две вспышки чумы:
- в 1904 году — погиб доктор В. И. Турчинович-Выжникевич; заболел, но был вылечен фельдшер С. Поплавский.
- в 1907 году — погиб доктор М. Ф. Шрейбер; заболел, но был вылечен доктор Л. В. Подлевский.

После этого даже после упразднения лаборатории за фортом осталось неофициальное название «Чумной форт».
После смерти В. И. Турчиновича-Выжникевича заведующим лаборатории был назначен Н. М. Берестнев (1904—1908).
С 1905 года деятельность лаборатории расширилась. Помимо изучения чумы, расширили область изучения на другие патогенные микроорганизмы (холеры, сапа), начали готовить холерную вакцину, холерные и брюшнотифозные диагностические агглютинирующие сыворотки. Во время Русско-японской войны в лаборатории была создана антидизентерийная сыворотка и налажено её производство.
С началом Первой мировой войны научные исследования в лаборатории почти прекратились, а большинство учёных было призвано в армию. Февральская революция 1917 года привела к отставке А. П. Ольденбургского с поста попечителя института экспериментальной медицины (9 марта). В конце 1917 года культуры возбудителей чумы и холеры были вывезены в Саратов, где осенью 1918 г. был создан первый в стране противочумный институт «Микроб».

### Организация помещений противочумной лаборатории
На первом этаже форта находились: часть лабораторий и конюшня на двадцать лошадей. Лестницы внутри здания были чугунные, ажурные, оставшиеся от прежних времён. Рядом с конюшней были построены две кремационные печи, предназначенные для сжигания трупов, павших от чумы лошадей, мелких животных, навоз и все отбросы. В них также сжигали тела врачей, умерших от чумы. Здесь же помещались комнаты для мелких животных — белых мышей, крыс, морских свинок и кроликов; паровой стерилизатор; прачечная; баня; электрическая станция; слесарная мастерская; кузница и кухня.
На втором этаже форта располагались: основные лаборатории, музей, библиотека, служившая также и усыпальницей для двух врачей, погибших от чумы на форте, и рядом с ней столовая. В противоположном конце коридора находились биллиардная и квартира заведующего (две комнаты с прихожей), а также 11 комнат для врачей, служащих и приезжающих работать в лабораторию. В помещениях для врачей имелись две ванные и уборная.
На третьем этаже форта также находились лаборатории, 2 больших термостатных комнаты, склады сена и овса. Во время чумных заболеваний на форте, одна из комнат лабораторий была приспособлена под лазарет для заразных больных. На третьем этаже жили служители, их квартира была изолирована от лаборатории; тут же была устроена их кухня, общая столовая и отдельная комната — незаразный лазарет для служителей.

## В литературе
- Пикуль В. С. Исторические миниатюры, Письмо студента Мамонтова. Издательство: АСТ, Вече, ISBN 5-17-010666-1, 2002 г.